# Louis Fraser
Louis Fraser (1810-1866) fue un zoólogo y recolector de especies británico.

## Biografía
En sus primeros años Fraser fue curador del Museo de la Zoological Society of London. Participó en la expedición del Níger de 1841 por la African Civilization Society's scientist, con Allen y Thomson.
Escribió sobre Zoológica y realizó figuras de los animales y aves nuevos y raros para la colección de la Sociedad Zoológica de Londres, creando un libro, donde describe un gran número de nuevas especies de aves.
En 1850, Fraser fue nombrado Cónsul de Quidah, Dahomey (ahora Benín), África Occidental. En 1859, recogió aves y mamíferos en el Ecuador con Philip Lutley Sclater (miembro de la Sociedad Zoológica de Londres), y al año siguiente en California.
A su regreso a Londres, abrió una tienda en Regent Street, Londres, para la venta de aves exóticas. Los últimos años de su vida los pasó en Estados Unidos.

## Honores

### Eponimia
Especies
- Bubo poensis[5]
- Basileuterus fraseri
- Crocidura poensis[6]

## Abreviatura (zoología)
La abreviatura Fraser  se emplea para indicar a Louis Fraser como autoridad en la descripción y taxonomía en zoología.